# 邦尼·薩徹利
邦尼·薩徹利（Bonnie D. Zacherle，1946年11月14日—）是美國插畫家和設計師，現居住在維吉尼亞州的沃倫頓。薩徹利是玩具《彩虹小馬》和《Nerfuls》系列的最初創造者。

## 簡歷
邦尼·薩徹利就讀於雪城大學，主修插圖。自1970年代中期以來，她一直與玩具公司孩之寶有合作關係，並於1980年加入，於其位在羅德島州的總部擔任研發插畫師。在孩之寶任職前間，她童年時對馬的渴望仍然伴隨著她，這激發了她的想法，即製作一匹具有可刷鬃毛和尾巴的微型馬，讓世界各地的孩子都能享受她小時候渴望的體驗。最初，這個想法並沒有獲得孩之寶的研發人員青睞，但她始終未放棄這個構想；最終在1981年8月，薩徹利與雕塑家Charles Muenchinger和經理Steve D'Aguanno一起提交了“玩具動物的裝飾設計”的外觀設計專利，專利於1983年8月獲得授權。
薩徹利最初的設計最初名為“My Pretty Pony”的10英寸小馬玩偶，並且在市場上獲得了成功，之後玩偶停產，取而代之的是名為《彩虹小馬》的相似玩具系列。

## 家庭
她的叔叔約翰·薩徹利是美國電視節目主持人、電台名人和配音演員。